# Керала Варма VI
Керала Варма VI (1863 — 13 жовтня 1943) — правитель Кочійського царства від травня 1941 до жовтня 1943 року.

## Правління
Був молодшим братом Рами Варма XVI. Успадкував трон після смерті Рами Варма XVII. За часів його правління було вперше запроваджено систему нормування їжі. Був фахівцем аюрведичної медицини.